# جنایت و مکافات (فیلم ۱۹۹۸)
جنایت و مکافات (انگلیسی: Crime and Punishment) فیلمی به کارگردانی جوزف سارجنت است که در سال ۱۹۹۸ منتشر شد. از بازیگران آن می‌توان به پاتریک دمپسی، بن کینگزلی، ژولی دلپی و ادی مارسن اشاره کرد.